# Вйосна (Свентокшиське воєводство)
Вйосна (пол. Wiosna) — село в Польщі, у гміні Радошиці Конецького повіту Свентокшиського воєводства.
Населення — 98 осіб (2011).
У 1975—1998 роках село належало до Келецького воєводства.

## Демографія
Демографічна структура на день 31 березня 2011 року:
|          | Загалом | Допрацездатний вік | Працездатний вік | Постпрацездатний вік |
| -------- | ------- | ------------------ | ---------------- | -------------------- |
| Чоловіки | 42      | 6                  | 30               | 6                    |
| Жінки    | 56      | 13                 | 29               | 14                   |
| Разом    | 98      | 19                 | 59               | 20                   |